# Rugby-Union-Südamerikameisterschaft 1981
Die Rugby-Union-Südamerikameisterschaft 1981 (spanisch Sudamericano de Rugby 1981) war die zwölfte Ausgabe der südamerikanischen Kontinentalmeisterschaft in der Sportart Rugby Union. Sie fand 1981 in Uruguay statt und wurde von der Unión de Rugby del Uruguay organisiert. Teilnehmer waren die Nationalmannschaften von Brasilien, Chile, Paraguay und Uruguay. Austragungsort war das Vereinsgelände des Carrasco Polo Club in der Hauptstadt Montevideo, den Titel gewann zum ersten Mal Uruguay. Die Argentinier zogen es vor, die Engländer zu einer gleichzeitig stattfindenden Tour zu empfangen und entsandten nicht mal eine Reservemannschaft.

## Tabelle
Für einen Sieg gab es zwei Punkte, für ein Unentschieden einen Punkt, bei einer Niederlage null Punkte.
|    | Land      | Spiele | Siege | Unent. | Ndlg. | Spiel- punkte | Diff. | Tabellen- punkte |
| -- | --------- | ------ | ----- | ------ | ----- | ------------- | ----- | ---------------- |
| 1. | Uruguay   | 3      | 3     | 0      | 0     | 164:17        | + 147 | 6                |
| 2. | Chile     | 3      | 2     | 0      | 1     | 69:39         | + 30  | 4                |
| 3. | Paraguay  | 3      | 1     | 0      | 2     | 52:90         | − 38  | 2                |
| 4. | Brasilien | 3      | 0     | 0      | 3     | 6:145         | − 139 | 0                |

## Ergebnisse
Punktesystem: 4 Punkte für einen Versuch, 2 Punkte für eine Erhöhung, 3 Punkte für einen Straftritt, 3 Punkte für ein Dropgoal
| 17. Mai 1981 | Uruguay | 54 : 14 | Paraguay                  | Carrasco Polo Club, Montevideo Schiedsrichter: Steve Strydom (Südafrika) |
| 17. Mai 1981 | Versuche: Acerenza Bordaberry Nicola (3) Passadore Patino Puig Smith Erhöhungen: Ubilla (6) Straftritte: Ubilla (2) | Bericht | Versuche: 3 Erhöhungen: 1 | Carrasco Polo Club, Montevideo Schiedsrichter: Steve Strydom (Südafrika) |

| 18. Mai 1981 | Brasilien | 3 : 33 | Chile | Carrasco Polo Club, Montevideo |
| 18. Mai 1981 |           |        |       | Carrasco Polo Club, Montevideo |

| 21. Mai 1981 | Chile | 33 : 3 | Paraguay | Carrasco Polo Club, Montevideo |
| 21. Mai 1981 |       |        |          | Carrasco Polo Club, Montevideo |

| 21. Mai 1981 | Uruguay | 77 : 0         | Brasilien | Carrasco Polo Club, Montevideo Schiedsrichter: Alberto Jory (Chile) |
| 21. Mai 1981 | Versuche: Bird Bonasso (4) Cerruti Laurido Nicola (2) Ormaechea (2) Vizintin Zerbino Erhöhungen: Peirano (8) Zerbino (3) Straftritte: Peirano | (40:0) Bericht |           | Carrasco Polo Club, Montevideo Schiedsrichter: Alberto Jory (Chile) |

| 23. Mai 1981 | Brasilien | 3 : 35 | Paraguay | Carrasco Polo Club, Montevideo |
| 23. Mai 1981 |           |        |          | Carrasco Polo Club, Montevideo |

| 24. Mai 1981 | Uruguay                                                                          | 33 : 3         | Chile                | Carrasco Polo Club, Montevideo Schiedsrichter: Steve Strydom (Südafrika) |
| 24. Mai 1981 | Versuche: Bordaberry Cerruti Nicola (2) Smith Erhöhungen: Ubilla (2) Zerbino (3) | (13:3) Bericht | Straftritte: Pizarro | Carrasco Polo Club, Montevideo Schiedsrichter: Steve Strydom (Südafrika) |